# Limitations de vitesse en Bulgarie
 (mars 2009).
Si vous disposez d'ouvrages ou d'articles de référence ou si vous connaissez des sites web de qualité traitant du thème abordé ici, merci de compléter l'article en donnant les références utiles à sa vérifiabilité et en les liant à la section « Notes et références ».

Limitations de vitesse en Bulgarie (en 2011)

Vitesses maximales autorisées en Bulgarie (abréviation officielle: BG):
- 50 km/h en ville
- 90 km/h hors agglomération
- 140 km/h sur autoroute (depuis le 1er juillet 2012)

## Autres règles
- Alcoolémie maximale autorisée au volant : 0,5 g/L d'alcool dans le sang
- vignette autoroutière obligatoire sur autoroute et routes intervilles
- Allumage des feux de croisement obligatoire 24h/24 toute l'année même en ville.